# Consiglio di Castiglia
     Territori amministrati dal Consiglio di Castiglia
     Territori amministrati dal Consiglio di Aragona
     Territori amministrati dal Consiglio del Portogallo
     Territori amministrati dal Consiglio d'Italia
     Territori amministrati dal Consiglio delle Indie
     Territori amministrati dal Consiglio delle Fiandre

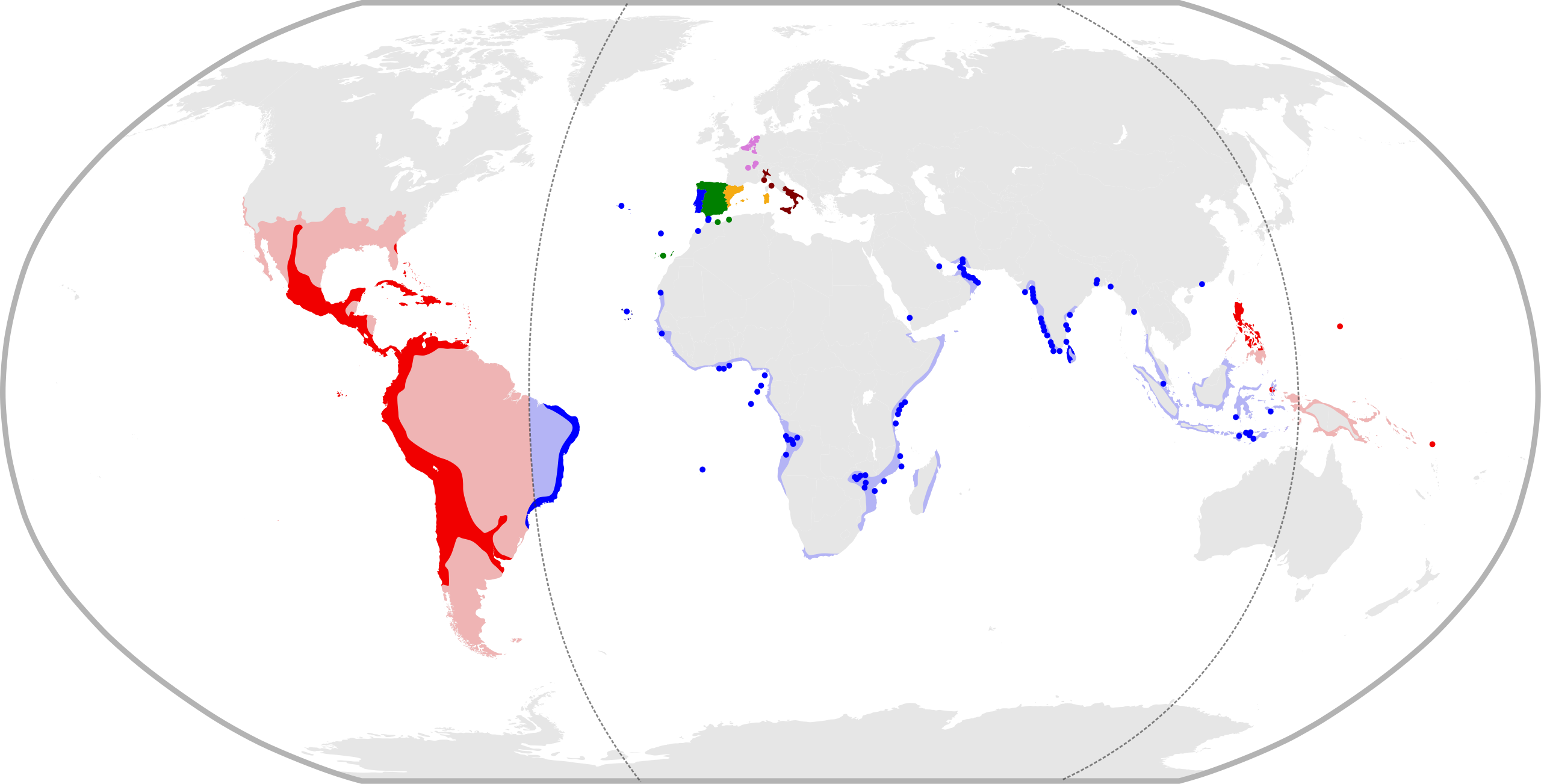
Mappa dell'impero spagnolo-portoghese nel 1598.
Territori amministrati dal Consiglio di Castiglia
Territori amministrati dal Consiglio di Aragona
Territori amministrati dal Consiglio del Portogallo
Territori amministrati dal Consiglio d'Italia
Territori amministrati dal Consiglio delle Indie
Territori amministrati dal Consiglio delle Fiandre

Il Consiglio di Castiglia (in lingua spagnola Real y Supremo Consejo de Castilla), noto in precedenza come Consiglio Reale (in spagnolo Consejo Real), era un corpo decisionale e parte fondamentale del governo nazionale della Corona di Castiglia, secondo solo al monarca stesso. Venne istituito sotto Isabella I di Castiglia nel 1480, come organismo principale che si occupava delle questioni amministrative e legali del regno. Nel 1516, con l'ascesa di Carlo I d'Asburgo (l'imperatore Carlo V) al trono di Castiglia e di  Aragona, il Consiglio reale venne ad essere conosciuto come Consiglio di Castiglia, poiché Carlo era re di molti domini diversi dalla Castiglia, mentre il Consiglio aveva giurisdizione solo sulla Castiglia.
Durante i periodi in cui non vi era nessun monarca, un monarca assente o incompetente, il Consiglio reale governava al suo posto come un  consiglio di reggenza. Il Consiglio, ormai indebolito, nel XIX secolo, fu abolito e ripristinato più volte prima di essere sciolto in modo permanente.

## Storia

### Origini
La prima forma di Consiglio reale fu creata, alla fine del XIV secolo, nel 1385, da  re Giovanni dopo il disastro alla Battaglia di Aljubarrota. Era composto da 12 membri, quattro ciascuno in rappresentanza del clero, delle città e della nobiltà. Nel 1442 la nobiltà aumentò la sua influenza nel Consiglio, aggiungendo molti nobili come membri titolari. Il numero dei suoi membri salì così a sessanta

### Sotto i monarchi cattolici: centralizzazione
Questo Consiglio fu piuttosto inefficace e i Re cattolici, Ferdinando II d'Aragona e Isabella I, cercarono di modificarlo, nella loro spinta di centralizzazione del paese, per portarlo più saldamente in linea con gli interessi nazionali piuttosto che dei nobili. Nel 1480, emanarono l'atto di Ripresa alle Cortes di  Toledo. Questo atto permetteva a Ferdinando e ad Isabella di nominare direttamente i burocrati, piuttosto che lasciare l'incarico ai nobili. Il Consiglio reale avrebbe controllato l'esercito reale e gestito i contenziosi fiscali, ponendo così i nobili sotto il saldo controllo della Corona.
La nuova composizione del rifondato Consiglio aveva un presidente, un tesoriere e un prelato, tre caballeros (spesso della nobiltà minore), e tra otto e dieci letrados (avvocati o giuristi). Questi erano i compiti principali del Consiglio: 
- Consigliare la Corona in materia di nomine, sia militari che civili
- Fino alla creazione del Consiglio delle Indie, supervisionare lavori, progetti, spedizioni e colonizzazioni, commissionati dal governo del regno di Castiglia, nel Vecchio e nel Nuovo Mondo (Requerimiento)
- Offrire considerazioni e giudizi alla Corona, sul conferimento di pensioni, emolumenti e favori vari
- Servire da Corte suprema di giustizia del regno di Castiglia
- Tutti i membri del Consiglio avevano il potere di firmare tutti i documenti emanati dalla Corona, comprese le decisioni dettagliate del governo, prese giorno per giorno

Al fine di evitare la caduta sotto il controllo delle grandi case nobiliari, come era accaduto con il Consiglio reale originale, i nobili non cooptati nel Consiglio vennero autorizzati a partecipare alle riunioni, ma senza diritto di voto. Il risultato fu che il Consiglio, e la sua burocrazia, erano composti principalmente da "uomini nuovi": la nobiltà minore, i cittadini e i magistrati civili.
Dopo la morte della regina Isabella nel 1504, il Consiglio reale cominciò ad essere sempre più corrotto e influenzato dalla nobiltà. Re Filippo I fu un monarca inefficiente e regnò solo due anni; dopo di lui, il governo teoricamente passò alla figlia di Ferdinando ed Isabella, la regina  Giovanna I di Castiglia e a suo figlio di sei anni, Carlo di Gand, il futuro imperatore Carlo V. Ma Giovanna era considerata incompetente, e Carlo troppo giovane e pertanto l'arcivescovo Cisneros governò come reggente per un breve periodo, ma trascorse molto del suo tempo semplicemente cercando di tenere insieme il governo nazionale.
Cisneros venne poi sostituito dal padre di Giovanna, re Ferdinando II, la cui pretesa di governare la Castiglia, dopo la morte di sua moglie, era piuttosto debole, ma non esisteva altra scelta plausibile che la sua reggenza. Ferdinando fu spesso un sovrano assente dalla Castiglia, dato che viveva in Aragona, e il Consiglio reale gestiva i suoi affari. Durante questo periodo, divenne ancora più corrotto e inefficace. I nobili ampliarono illegalmente i loro domini con la forza, inviando soldati a "reclamare" la terra che era di proprietà del governo reale o dei contadini liberi. Il Consiglio, corrotto, di solito ignorò questi incidenti, permettendo ai nobili di arricchirsi liberamente a spese della giustizia e del governo nazionale.

### Carlo I d'Asburgo: rivolta e riforma
Dopo la morte di Ferdinando nel 1516, Cisneros divenne nuovamente reggente per un breve lasso di tempo, fino a quando Carlo I fu incoronato re al raggiungimento della maggiore età. Tuttavia, il giovane re era al momento quasi del tutto controllato da consiglieri fiamminghi come Guglielmo di Croÿ, e non intraprese alcuno sforzo per cambiare il Consiglio. Inoltre, il nuovo governo di Carlo impose tasse elevate e pretese sulla Castiglia, conseguenza delle sue ambizioni su tutta l'Europa. Carlo era il re, e nel 1509 divenne l'imperatore Carlo V del Sacro Romano Impero, uno dei più grandi imperi nella storia europea e mondiale, l'impero spagnolo - "L'impero su cui il sole non tramonta mai." Il vescovo di Badajoz, Ruiz de la Mota, era un membro influente del Consiglio reale e dichiarò alle Cortes di La Coruña che la Castiglia doveva essere il "tesoro e la spada" dell'Impero."
Quando Carlo lasciò la Spagna nel 1520, scoppiò la rivolta dei comuneros contro il governo reale. Gran parte delle loro denunce erano contro i rappresentanti, nel Consiglio, delle parrocchie radicali di Valladolid, unanimi nell'accusare il "mal governo" del Consiglio come il maggiore dei problemi del regno. Il Consiglio reale inviò le forze realiste contro i ribelli in assenza di Carlo. Questi aveva lasciato come reggente il cardinale olandese Adrian di Utrecht, per molti versi un governante accettabile in una situazione così difficile. Gran parte del Consiglio reale era scontento della punizione vigorosa data ai ribelli, come il suo odiato presidente Antonio de Rojas. Queste prime rappresaglie furono controproducenti, e intensificarono la diffusione della rivolta.
Alla fine, i ribelli vennero sconfitti, ma Carlo (che era maturato e aveva preso le distanze dai suoi primi consiglieri) si rese conto che il Consiglio aveva immediatamente bisogno di una riforma. Intraprese pertanto un vigoroso programma di cambiamento della natura del Consiglio, togliendo l'impopolare Antonio de Rojas e sostituendolo con Juan de Tavera, l'arcivescovo di Santiago. Aggiunse anche tre nuovi consiglieri, Juan Manuel, Pedro de Medina, Martín Vázquez, e in generale cercò di sostituire i nobili con la piccola nobiltà e gli avvocati istruiti. Inoltre, cambiò le funzioni del Consiglio. Questo non si sarebbe più occupato della stragrande maggioranza delle controversie civili, concentrandosi invece sulla gestione. I reclami e i ricorsi giudiziari sarebbero stati affrontati da un nuovo e ampliato organo di magistratura, l'Audiencia. Con la restaurazione della reputazione del Consiglio, la qualità dei suoi componenti salì in maniera notevole.
Ad un certo punto, in questo periodo, il Consiglio Reale divenne noto come Consiglio di Castiglia, a riflettere il fatto che il potere del Consiglio aveva giurisdizione solo sulla Castiglia e non su tutto l'impero. Con la crescita delle conquiste d'oltremare della Spagna, e la visione del gran consigliere e amico intimo di Carlo, Mercurino Arborio di Gattinara, il Consiglio di Castiglia venne ampliato e diviso. Tra gli anni 1522-1524 il Consiglio riorganizzò il governo del Regno di Navarra, esautorando il suo viceré, il  duca di Nájera. Vennero quindi creati un Consiglio delle Finanze (Hacienda) e il 1º agosto il Consiglio delle Indie (Consejo reale y Supremo de las Indias) separandoli dal Consiglio di Castiglia. Trent'anni dopo, nel 1555, venne creato il Consiglio d'Italia, ancora come smembramento del Consiglio di Castiglia. Gattinara volle inoltre l'istituzione del  Consejo de la Cámara de Castilla , un organo interno del Consiglio di Castiglia. Il Consejo era composto da tre o quattro membri fidati del Consiglio che avevano il potere di affrontare le questioni impopolari o segrete.

### Dopo Carlo I: importanza e declino
Il Consiglio reale venne alla ribalta, ancora una volta, durante il regno di  re Carlo II, dal 1665 al 1700, poiché Carlo II era mentalmente incapace. Dopo la guerra di successione spagnola e i decreti di Nueva Planta, la Spagna si centralizzò ulteriormente. Il governo di Castiglia divenne dominante non solo sulla Castiglia, ma anche sull'ex Regno d'Aragona. I dispotismi illuminati di  Carlo III e  Carlo IV videro un ruolo di primo piano nel Consiglio di Castiglia. Questo venne abolito nel 1812 dalle Cortes di Cadice, restaurato nel 1814 da Ferdinando VII di Spagna, e definitivamente abolito nel 1834 da Isabella II di Spagna.